# ووندروزو
ووندروزو (به لاتین: Vondrozo) یک منطقهٔ مسکونی در ماداگاسکار است که در وندروزو واقع شده‌است. ووندروزو ۱۰٬۰۰۰ نفر جمعیت دارد و ۴۳۷ متر بالاتر از سطح دریا واقع شده‌است.